# كاربوقراطيس
كاربوقراطيس السكندري مؤسس واحدة من أقدم الطوائف الغنوصية في النصف الأول من القرن الثاني الميلادي. كغيرها من الطوائف الغنوصية، لا يُعرف شيئًا عن الكاربوقراطيين إلا من خلال كتابات آباء الكنيسة، وخاصة كتابات إيرينيئوس وإكليمندس الإسكندري. وبما أن هؤلاء الكتاب كانوا من المعارضين بشدة للمذهب الغنوصي، فمسألة النقد السلبي ليس بمحل ثقة. رغم أن الكتابات المختلفة حول الكاربوقراطيين تختلف في بعض التفاصيل، إلا أنهم اتفقوا على التحرر الجنسي لدى تلك الطائفة. ومع ذلك، كانت تلك التهم شائعة. فقد اتهم الوثنيون المسيحيين بفساد الأخلاق، كما وجّه المسيحيون نفس التهم إلى المسيحيين الذين اعتبروهم هرطقة.